# Monesi di Mendatica
Monesi is een frazione, een deel van de gemeente Mendatica in het noorden van Italië. Mendatica ligt in de Ligurische Alpen drie kilometer ten oosten van de grens met Frankrijk.